# Dalmatovói járás
A Dalmatovói járás (oroszul Далматовский район) Oroszország egyik járása a Kurgani területen. Székhelye Dalmatovo.

## Népesség
- 1989-ben 39 785 lakosa volt.
- 2002-ben 35 176 lakosa volt, melynek 93,3%-a orosz, 1,7%-a kazah, 0,9%-a ukrán.
- 2010-ben 29 476 lakosa volt, melyből 27 713 orosz, 497 kazah, 188 udmurt, 166 ukrán, 124 tatár, 119 azeri, 89 lezg, 86 fehérorosz, 48 csuvas, 43 baskír, 43 csecsen, 39 német, 37 cigány, 29 lengyel, 27 moldáv, 26 örmény, 15 üzbég, 14 mordvin, 12 mari, 11 oszét stb.